# Экштейн, Эмма
Эмма Экштейн (нем. Emma Eckstein; 1865—1924) — австрийская суфражистка, публицист.
Известна также, как один из самых важных ранних пациентов Зигмунда Фрейда. 

## Биография
Родилась 28 января 1865 года в Гауденздорфе.
Росла в либеральной еврейской семье. После ранней смерти его отца, химика и изобретателя Альберта Экштейна (Albert Eckstein, 1824—1881), её мать Амалия Экштейн (Amalie Eckstein, 1836—1921) приняла управление созданной им бумажной фабрикой. У Эммы было пять сестер и четыре брата, два брата умерли в детстве. Стали известными её сестра Тереза, а также братья Густав и Фридрих. Семья Экштейнов была дружна с семьёй Фрейдов, они вместе проводили некоторые праздники. С 1905 года Эмма вместе с матерью, рано овдовевшей сестрой Терезой и братом Густавом занималась семейным хозяйством.
Эмма Экштейн занялась публицистической деятельностью, и на рубеже веков опубликовала несколько статей под влиянием своих бесед с Фрейдом, в которых она комментировала вопросы полового воспитания. В 1899 году в журнале «Die neue Zeit» была опубликована её статья о сексуальном воспитании детей, в которой подчеркивалась воспитательная актуальность детского представления о родительском половом акте. В 1908 году она опубликовала под псевдонимом в журнале «Neues Frauenleben» рецензию о жизни псевдогермафродита писателя Карла Баера. 
После перенесённой в 1910 году гинекологической операции, выполненной Дорой Телеки, Эмма Экштейн отошла от публицистики и в это же время закончились её отношения с Зигмундом Фрейдом.
Умерла от кровоизлияния в мозг 30 июля 1924 года в Вене.